# Mark Polansky
Mark Lewis Polansky, detto Roman (Paterson, 2 giugno 1956), è un ex astronauta statunitense. Ha partecipato alle missioni spaziali Shuttle STS-98, STS-116 e STS-127, una come pilota e due come comandante, tra il 2001 e il 2009.